# 中排乡
中排乡，是中华人民共和国云南省怒江傈僳族自治州兰坪白族普米族自治县下辖的一个乡镇级行政单位。

## 行政区划
中排乡下辖以下地区：
中排村、碧玉河村、北甸村、德庆村、多依村、怒夺村、信昌坪村、大宗村、小龙村、烟川村、大土基村和克卓村。